# Keszova Gora-i járás

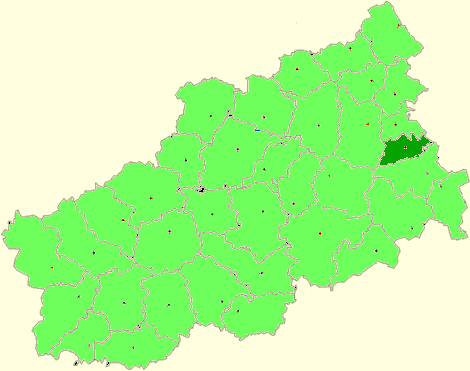
A Keszova Gora-i járás a Tveri területen

A Keszova Gora-i járás (oroszul Кесовогорский район) Oroszország egyik járása a Tveri területen. Székhelye Keszova Gora.

## Népesség
- 1989-ben 10 235 lakosa volt.
- 2002-ben 9 289 lakosa volt.
- 2010-ben 8 199 lakosa volt, melyből 7 502 orosz, 121 kirgiz, 68 csuvas, 63 ukrán, 23 cigány, 22 tatár, 20 csecsen, 15 fehérorosz, 14 örmény, 11 mordvin stb.